# Еленхос
„Еленхос“ (на гръцки: «Έλεγχος», в превод Контрол) е гръцки вестник, издаван в град Лерин (Флорина), Гърция от 1921 година.

## История
Вестникът започва да излиза в 1921 година. Негов издател е бъдещият депутат и сенатор от Лерин Георгиос Дзордзис, родом от Крит, а главен редактор е Ставрос Константинидис. В 1931 година Дзордзис е оттегля от управлението на вестника и Ставрос Константинидис поема пълен контрол, като променя заглавието му на „Етнос“ («Έθνος», в превод Нация).